# Devabalu, Shimoga
Devabalu là một làng thuộc tehsil Shimoga, huyện Shimoga, bang Karnataka, Ấn Độ.